# Pau Vilella Casas
Pau Vilella Casas (Reus 1815 - 1870) va ser un teixidor i industrial, fill del serraller Ramon Vilella i de Paula Casas. Casat amb Raimunda Llauradó Estiarre, va ser pare de Francesca, Ramon i Joan Vilella Llauradó.
Era veler d'ofici (teixidor de vels de seda), però aviat es va convertir en industrial cotoner. L'any 1849 es va associar amb Magí Vallès Gassó i el seu fill Magí Vallès Baget per a constituir una fàbrica de teixits de cotó amb el nom de «Pablo Vilella y Compañía», que poc després es va dir «Vilella, Vallès i Compañía» Però aquell mateix any les relacions entre els socis es malmeten i Pau Vilella funda la seva pròpia fàbrica de teixits de cotó a Reus, al raval Alt de Jesús núm. 17, a prop de la plaça de les Monges (actual plaça de Prim). Segons un document guardat a l'Arxiu Municipal de Reus, les màquines de filar es movien amb «dues cavalleries majors», és a dir, eren mogudes per mules.
L'empresa té inicialment dificultats, ja que l'any 1852 un client de Saragossa es declara insolvent, i ha de buscar crèdits per tirar endavant. La fàbrica creix, i el 1855 té 21 operaris (15 homes i 6 dones), i el 1857 51 persones (36 homes i 15 dones).
La fallida, l'any 1858, de la casa «Mas Hermanos» de Saragossa, el principal distribuïdor de Vilella i d'altres empreses tèxtils reusenques, i la suspensió de pagaments d'un altre distribuïdor a Calahorra, lligat amb la crisi del sector tèxtil entre els anys 1864 i 1865 fan que Pau Vilella busqui altres possibilitats de negoci, i comença a importar farina, sobretot de l'Aragó. La continuïtat de l'empresa la va dur a terme el seu fill Joan Vilella Llauradó, nascut  l'any 1842, que amb 23 anys, el 1865, marxa a Saragossa on crea una societat dedicada al comerç de teixits i de blat i farina, amb altres socis, el seu germà Ramon i Joan Martí Blai i Gaietà Puig Mas, amb el nom de «Vilella Hermanos y Compañía». Instal·len l'empresa a la plaça de la Sang de Reus en un local de lloguer. Comença a agafar el nom de «Casa Vilella». Pau Vilella mor segurament l'any 1870.